# Rugby 7 na Igrzyskach Azjatyckich 2018
Rugby 7 na Igrzyskach Azjatyckich 2018 – jedna z dyscyplin rozgrywana podczas igrzysk azjatyckich w Dżakarcie i Palembangu. Zawody odbyły się w dniach 30 sierpnia – 1 września w Gelora Bung Karno Sports Complex w stolicy Indonezji. Do rywalizacji w dwóch konkurencjach przystąpiło 270 zawodników z 14 państw.

## Uczestnicy
W zawodach wzięło udział 270 zawodników z 14 państw.
| Reprezentacja                | Liczba zawodników |
| ---------------------------- | ----------------- |
| Afganistan                   | 12                |
| Chiny                        | 28                |
| Chińskie Tajpej              | 12                |
| Hongkong                     | 28                |
| Indonezja                    | 28                |
| Japonia                      | 28                |
| Kazachstan                   | 13                |
| Korea Południowa             | 24                |
| Malezja                      | 13                |
| Pakistan                     | 15                |
| Singapur                     | 13                |
| Sri Lanka                    | 15                |
| Tajlandia                    | 25                |
| Zjednoczone Emiraty Arabskie | 16                |
| 14 reprezentacji             | 270               |

## Medaliści
| Konkurencja      | Złoto | Srebro | Brąz |       |
| ---------------- | --- | --- | --- | ----- |
| Turniej mężczyzn | Hongkong · Michael Richard Coverdale · Max Cameron Denmark · Liam Thomas Herbert · James Paul Hood · Lee Ross Jones · Eric Kwok · Ka To Cado Lee · Alessandro Nardoni · Benjamin Reihana Rimene · Salom Yiu · Hugo Eden Stiles · Max John Woodward | Japonia · Kosuke Hashino · Taisei Hayashi · Ryota Kano · Chihito Matsui · Naoki Motomura · Rikiya Oishi · Dai Ozawa · Katsuyuki Sakai · Keisuke Shin · Kameli Raravou Latianara Soejima · Tevitangongokilitoto Tupou · Lote Tuqiri | Korea Południowa · Chang Yong-heung · Han Kun-kyu · Hwang In-jo · Jang Jeong-min · Jang Seong-min · Kim Gwong-min · Kim Hyun-soo · Kim Jeong-min · Kim Jin-hyeok · Kim Na-muk · Kim Sung-soo · Lee Jae-bok                                                 | [ 3 ] |
| Turniej kobiet   | Japonia · Raichierumiyo Bativakalolo · Yume Hirano · Tomomi Kozasa · Riho Kurogi · Ano Kuwai · Iroha Nagata · Chiharu Nakamura · Yume Okuroda · Fumikoedeiburijietto Otake · Emil Tanaka · Noriko Taniguchi · Yukari Tateyama                      | Chiny · Chen Keyi · Chen Ming · Gao Yueying · Hu Yu · Lu Yuanyan · Liu Xiaoqian · Sun Caihong · Wang Wanyu · Yan Meiling · Yang Min · Yu Liping · Yu Xiaoming                                                                      | Kazachstan · Kundyzaj Baktybajewa · Jewa Bekker · Anna Jakowliewa · Swietłana Kliucznikowa · Balżan Kojszybajewa · Liudmiła Korotkich · Nigora Nurmatowa · Włada Odnołetok · Karina Proskurina · Weronika Stepaniuga · Ołessja Teriajewa · Darja Tkacziowa | [ 4 ] |

## Tabela medalowa
| Pozycja | Reprezentacja    | Złoto | Srebro | Brąz | Razem |
| ------- | ---------------- | ----- | ------ | ---- | ----- |
| 1.      | Japonia          | 1     | 1      | 0    | 2     |
| 2.      | Hongkong         | 1     | 0      | 0    | 1     |
| 3.      | Chiny            | 0     | 1      | 0    | 1     |
| 4.      | Kazachstan       | 0     | 0      | 1    | 1     |
| 4.      | Korea Południowa | 0     | 0      | 1    | 1     |
| Razem   | Razem            | 2     | 2      | 2    | 6     |